# Jean Hamburger
Jean Hamburger (Parigi, 15 luglio 1909 – Parigi, 1º febbraio 1992) è stato un chirurgo, medico e saggista francese.

## Biografia
Jean Hamburger si laureò in medicina alla Sorbona di Parigi. Alla fine degli anni Trenta era assistente del Professor Louis Pasteur Vallery-Radot. Negli anni successivi alla Seconda guerra mondiale divenne primario all'Hôpital Necker di Parigi.
A quell'epoca il Necker era in condizioni piuttosto precarie, dato che il personale infermieristico e tecnico era in numero inadeguato e le attrezzature scientifiche scarseggiavano. Nonostante ciò Hamburger riuscì ad avviare il programma di studio clinico dell'Insufficienza renale acuta, trattati inizialmente con i "lavaggi intestinali", poi con le prime macchine per dialisi.
Nel dicembre del 1952 autorizzò l'esecuzione del primo trapianto renale in Francia su Marius Renard, un carpentiere di soli sedici anni, il quale aveva perso il suo unico rene in un incidente lavorativo. Marius ricevette il rene dalla madre Gilberte e l'intervento andò bene. Dopo alcune settimane il rene trapiantato fu rigettato perché a Marius non venne somministrata alcuna terapia immunosoppressiva.
Agli inizi degli anni Cinquanta erano stati eseguiti pochissimi trapianti di organo, tutti fallimentari per la reazione avversa del sistema immunitario e pertanto Hamburger aveva previsto il rigetto del rene trapiantato a Marius. Dopo l'esperienza del primo trapianto, Hamburger comprese che il sistema immunitario doveva essere bloccato. Nel 1959 venne eseguito un nuovo trapianto renale al Necker tra gemelli eterozigoti; il ricevente venne trattato con l'Irradiazione corporea totale.
L'esecuzione dei primi trapianti renali, insieme ad altre attività, il reparto di Nefrologia diretto da Hamburger aveva una certa notorietà, tanto che veniva considerato uno dei reparti più all'avanguardia a livello mondiale.
Agli inizi degli anni Sessanta fu uno dei fondatori della Società Internazionale di Nefrologia.
Dagli anni Sessanta Hamburger proseguì il suo impegno nella ricerca clinica, rivolgendo la sua attenzione sull'immunologia cellulare e sulla tipizzazione tessutale.
Fu fondatore dell'associazione France Transplant.
Tra gli anni Settanta e Ottanta Hamburger scrisse diversi libri per non addetti ai lavori che trattavano del rapporto tra scienza e società.